# 355 Ґабріелла
355 Ґабріелла (355 Gabriella) — астероїд головного поясу, відкритий 20 січня 1893 року Огюстом Шарлуа у Ніцці.